# Tsing Yi
Tsing Yi is een Hongkongs eiland. Het ligt in Victoria Harbour vlak bij het het vasteland van Kowloon. Het eiland heeft een oppervlakte van 10,69 km² en het hoogste punt ligt op 334 meter hoogte. Het eiland is met verschillende bruggen verbonden met het vasteland en via de Tsing Ma-brug ook met het eiland Lantau.
Het eiland heeft een eigen Hongkongse Plattelandscomité dat belangen van de autochtone Hongkongers in de dorpen vertegenwoordigt. Sinds de jaren zestig van de 20e eeuw zijn er veel nieuwbouwwijken met flats en industrieterreinen ontstaan. Hiervoor moesten een aantal dorpen van autochtonen gesloopt worden. De dorpen werden dan elders op het eiland herbouwd. Een voorbeeld is Tsing Yi Lutheran Village dat in de jaren zestig gesloopt en herbouwd werd.

## Demografie
In 1898 kwam het eiland in Brits bezit. Toen woonden er ongeveer vierduizend mensen. In honderd jaar tijd is de bevolkingsomvang wel vijftig keer groter geworden. Dit komt vooral door de nieuwbouwwijken. Bij de volkstelling van 2001 had het eiland 193.432 bewoners, verdeeld over 55.478 huishoudens. In 2007 werd het bevolkingsaantal geschat op 200.400. De meeste wonen in Tsing Yi Town.

## Galerij

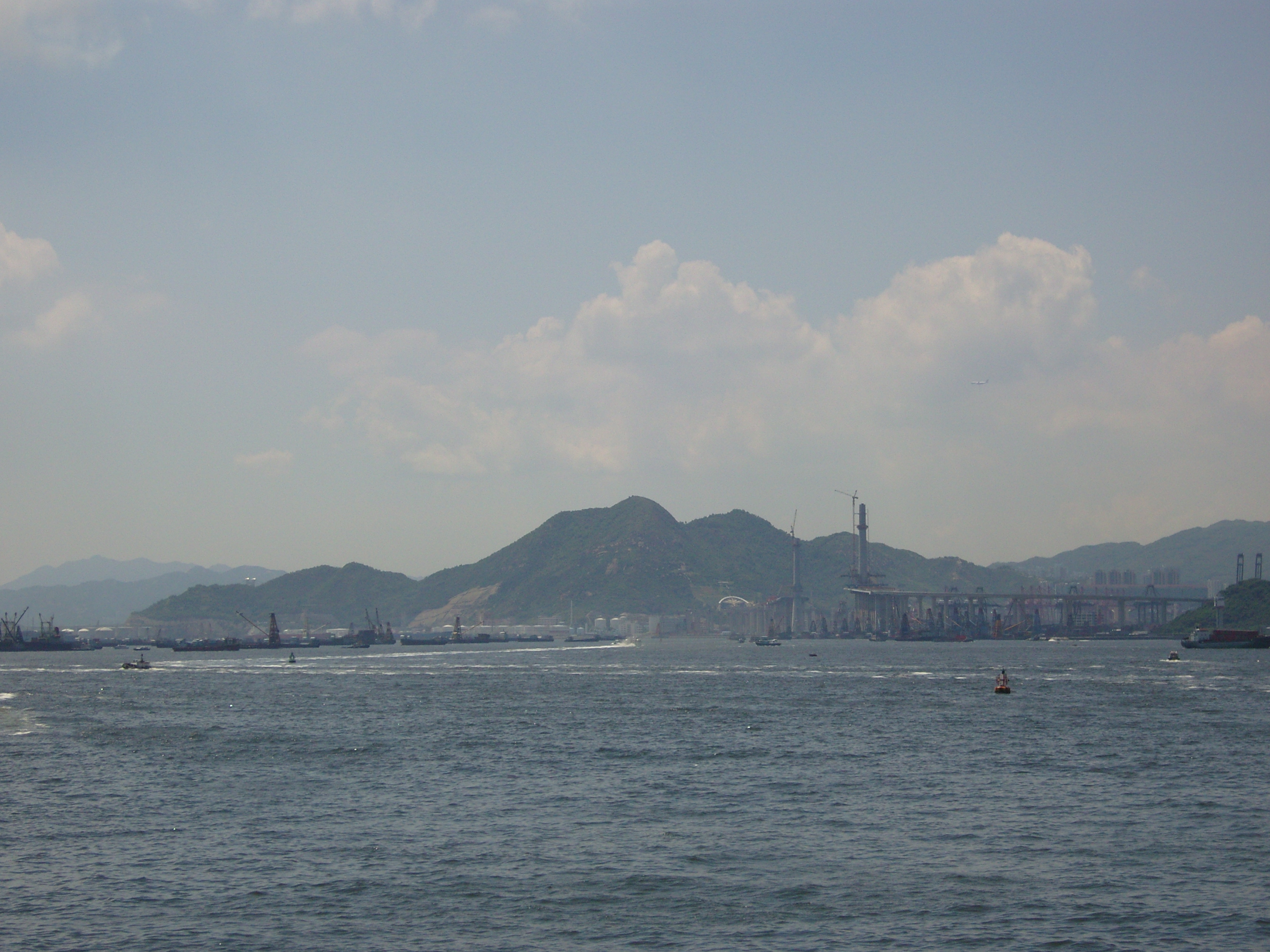
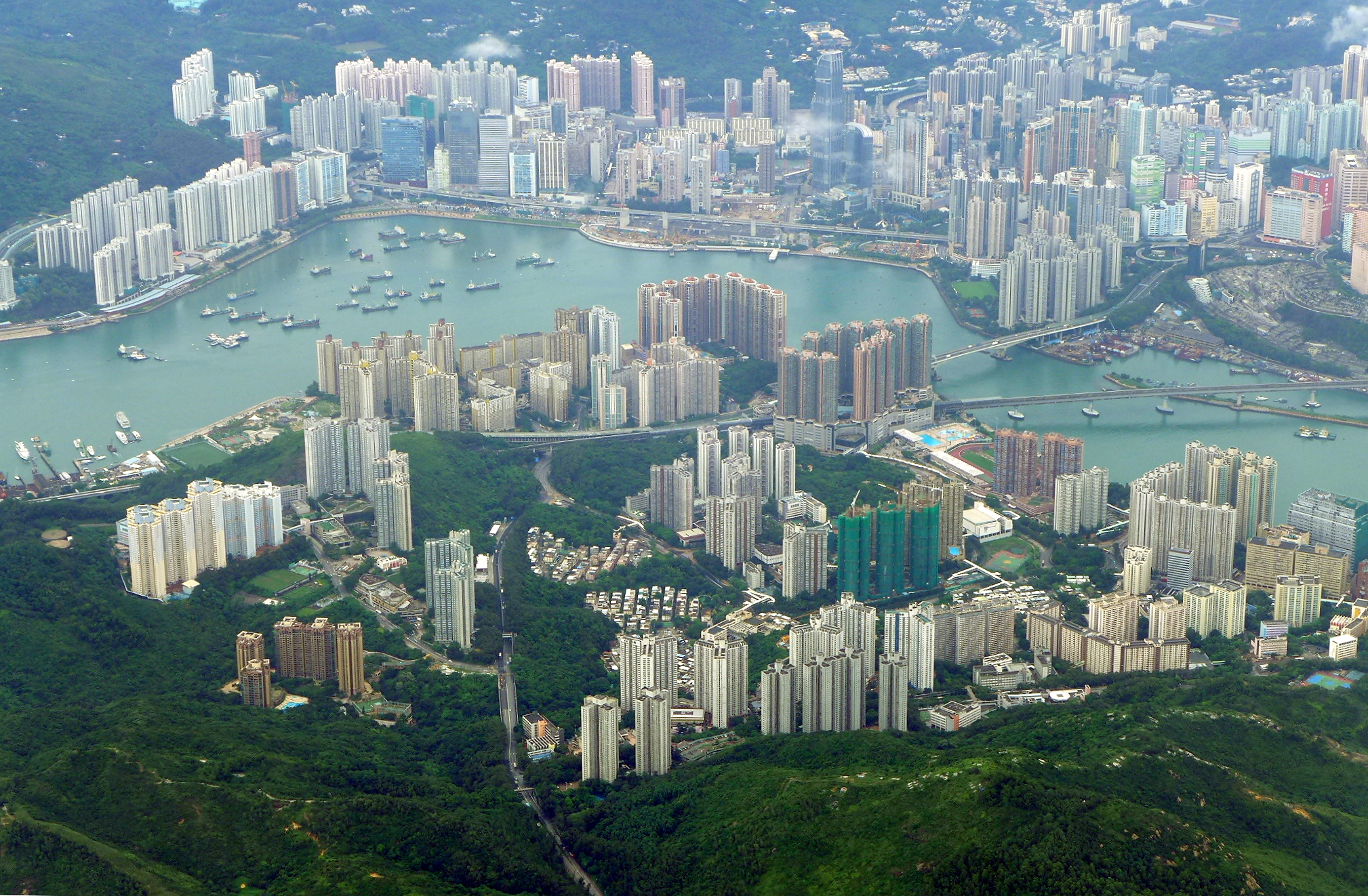
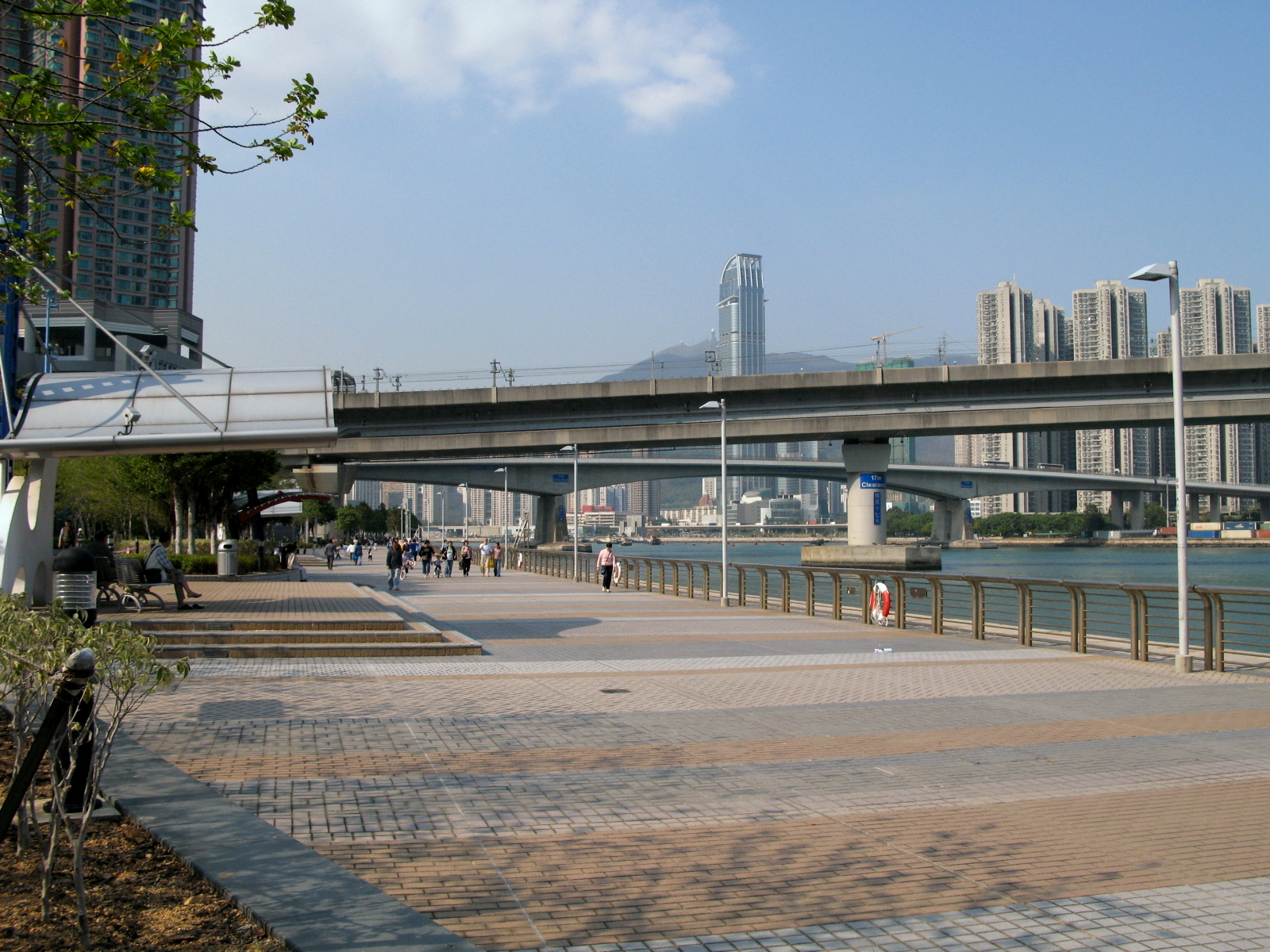
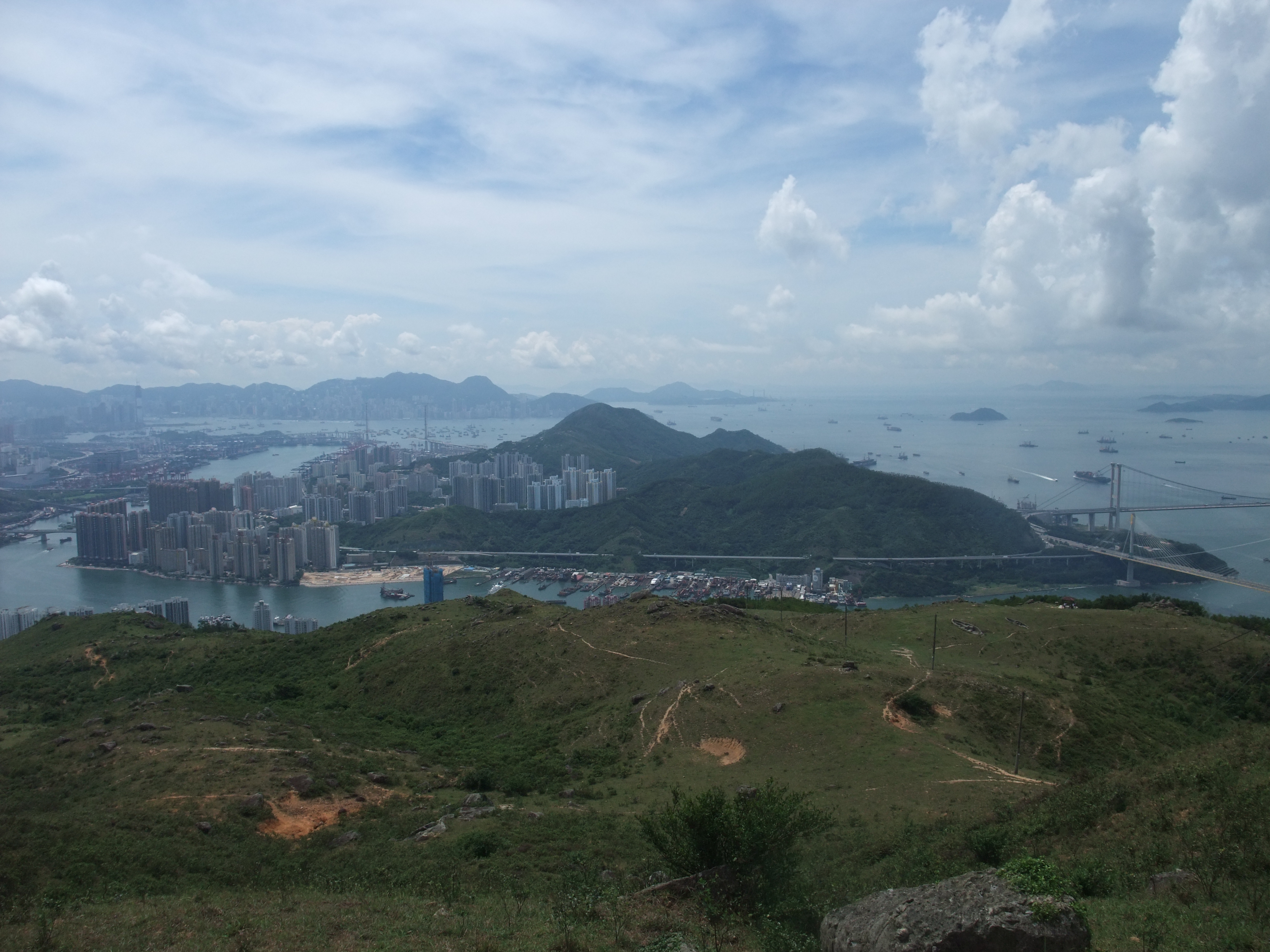
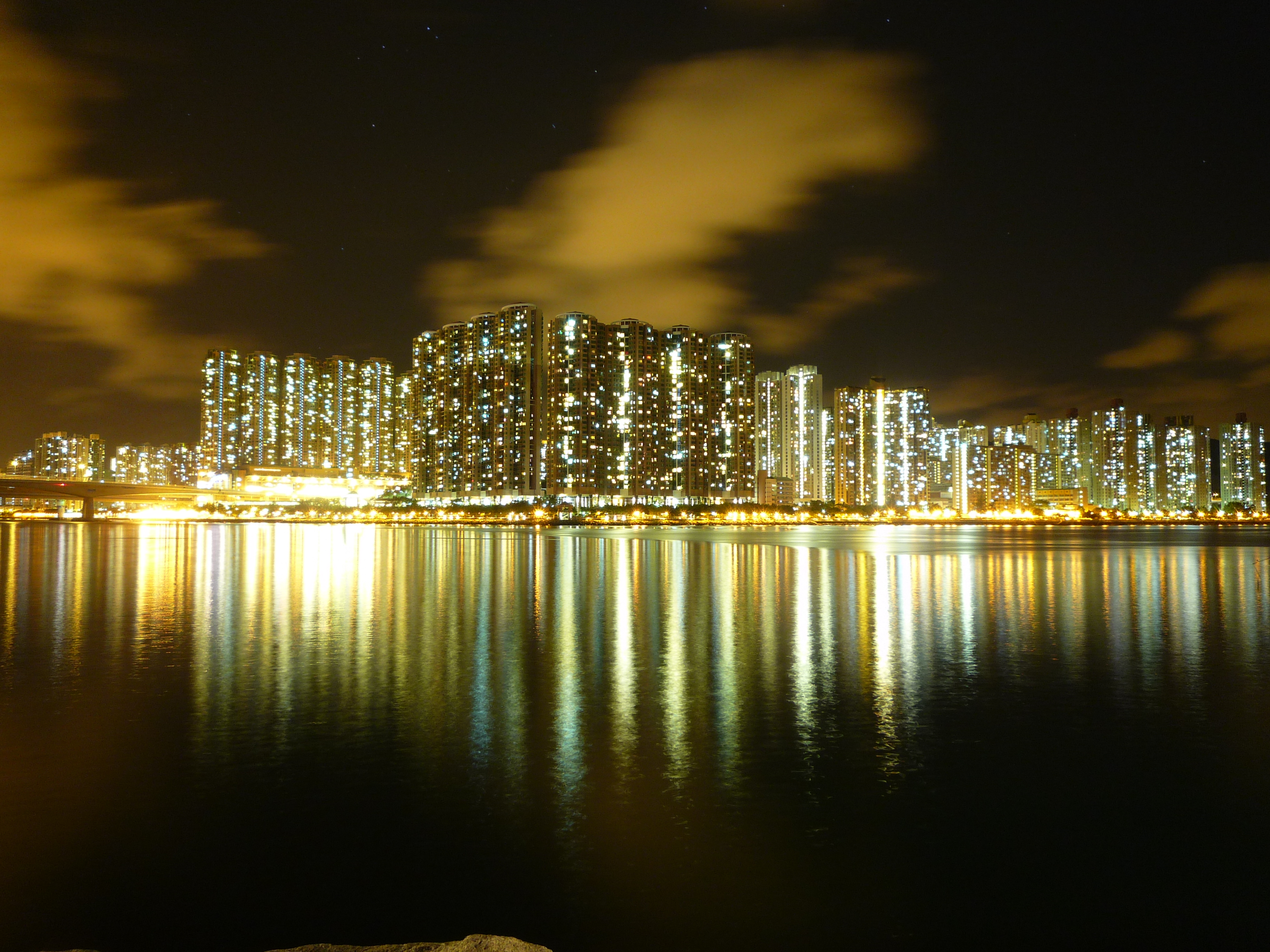
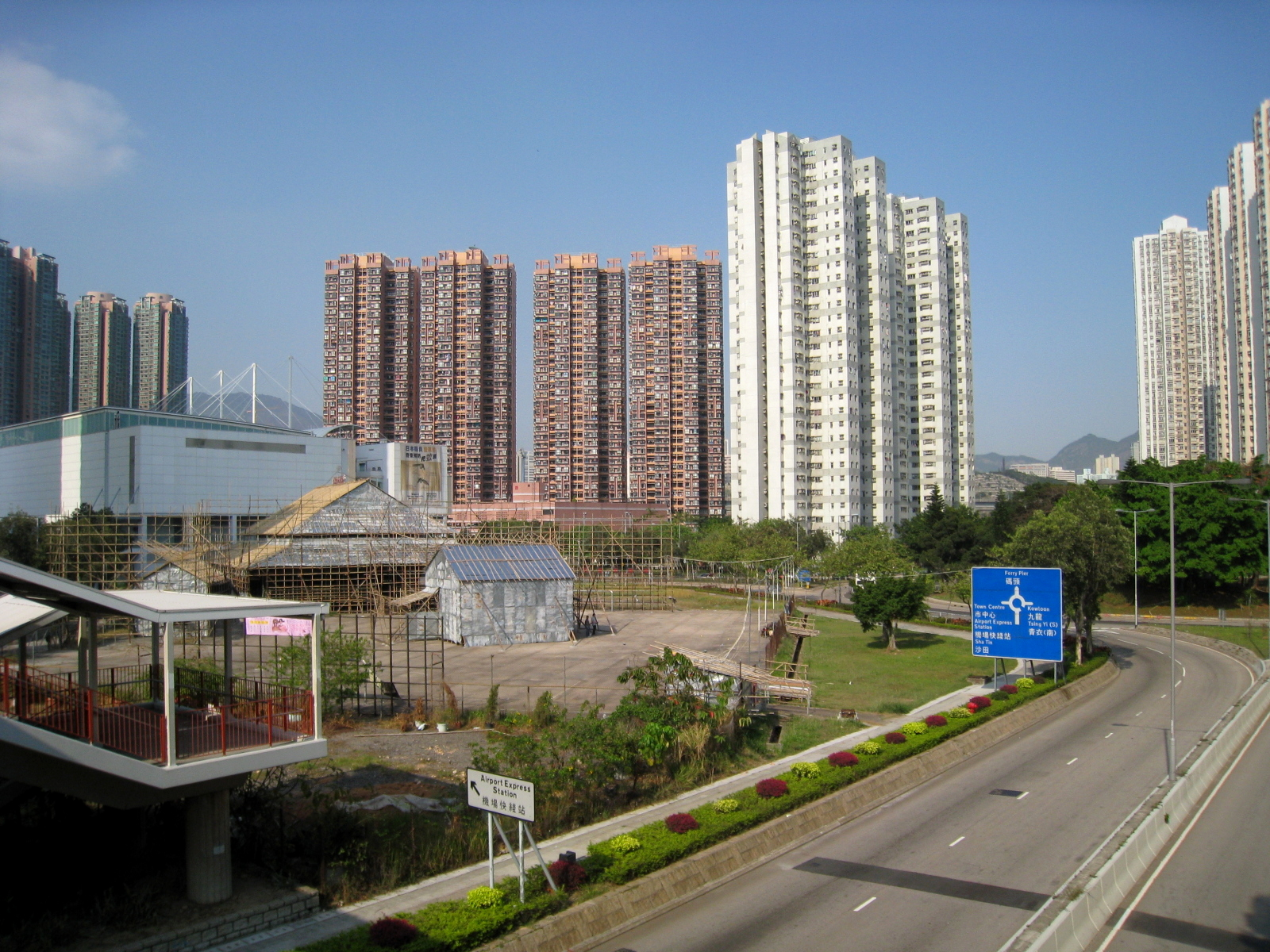
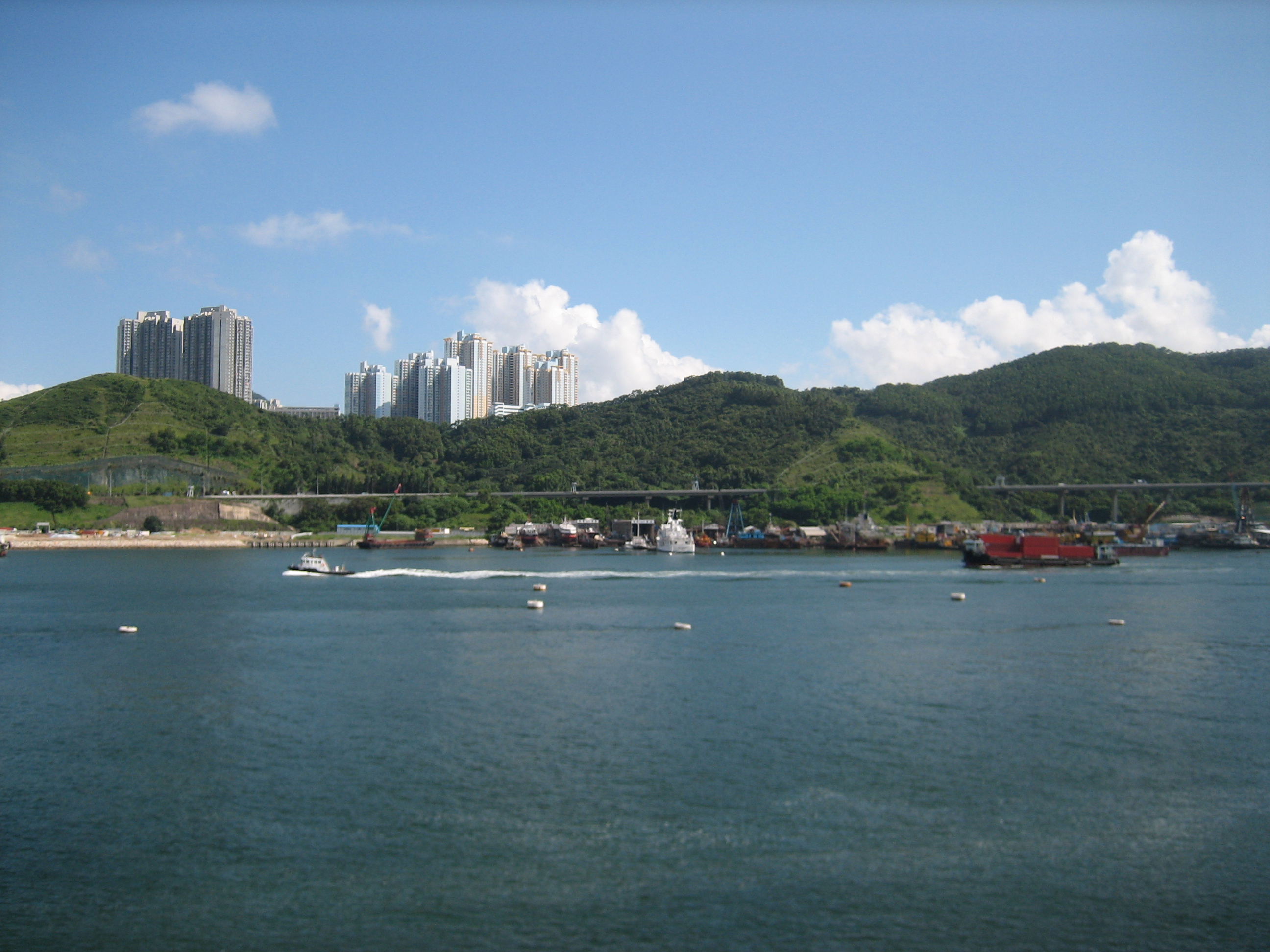
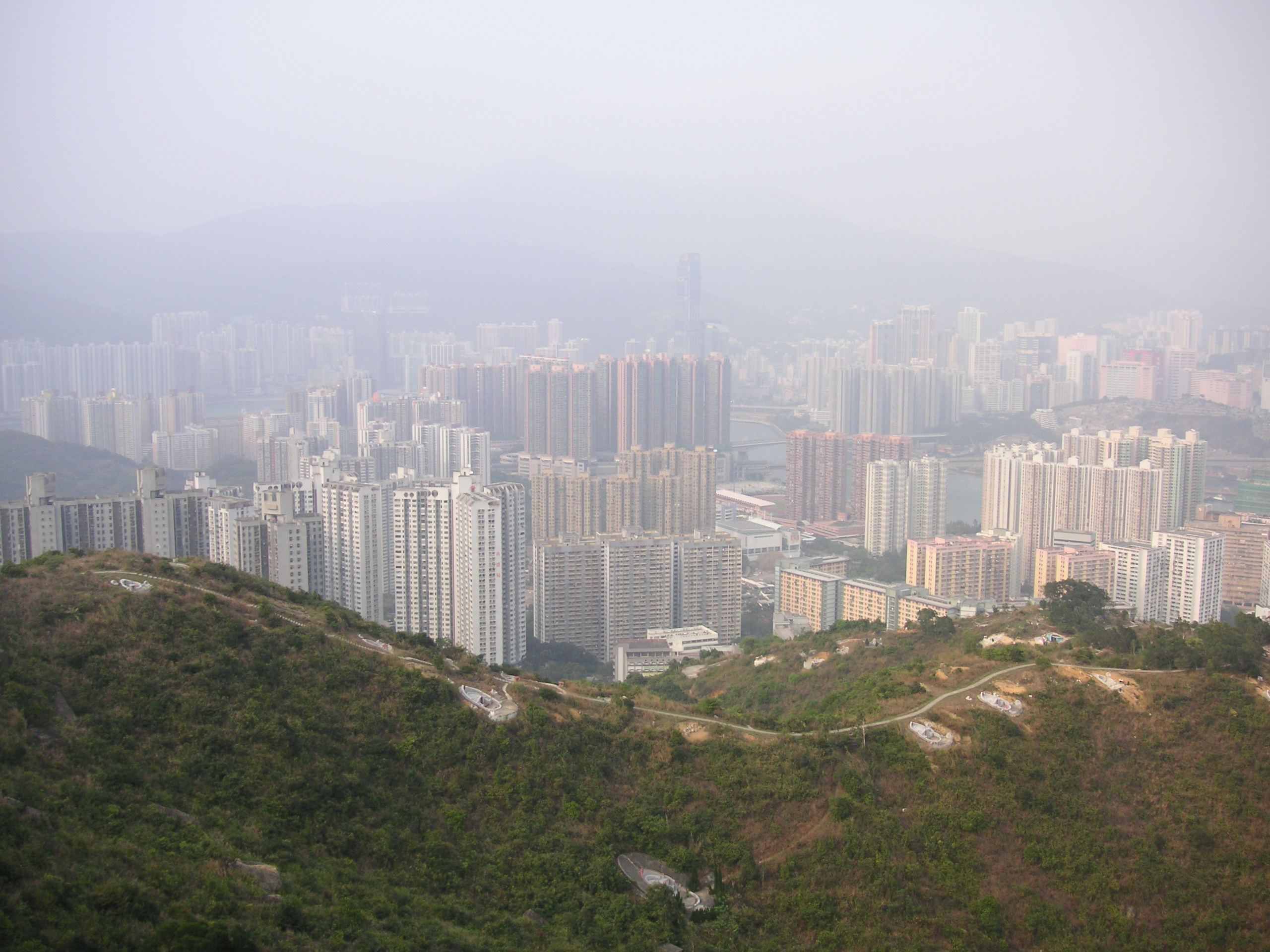
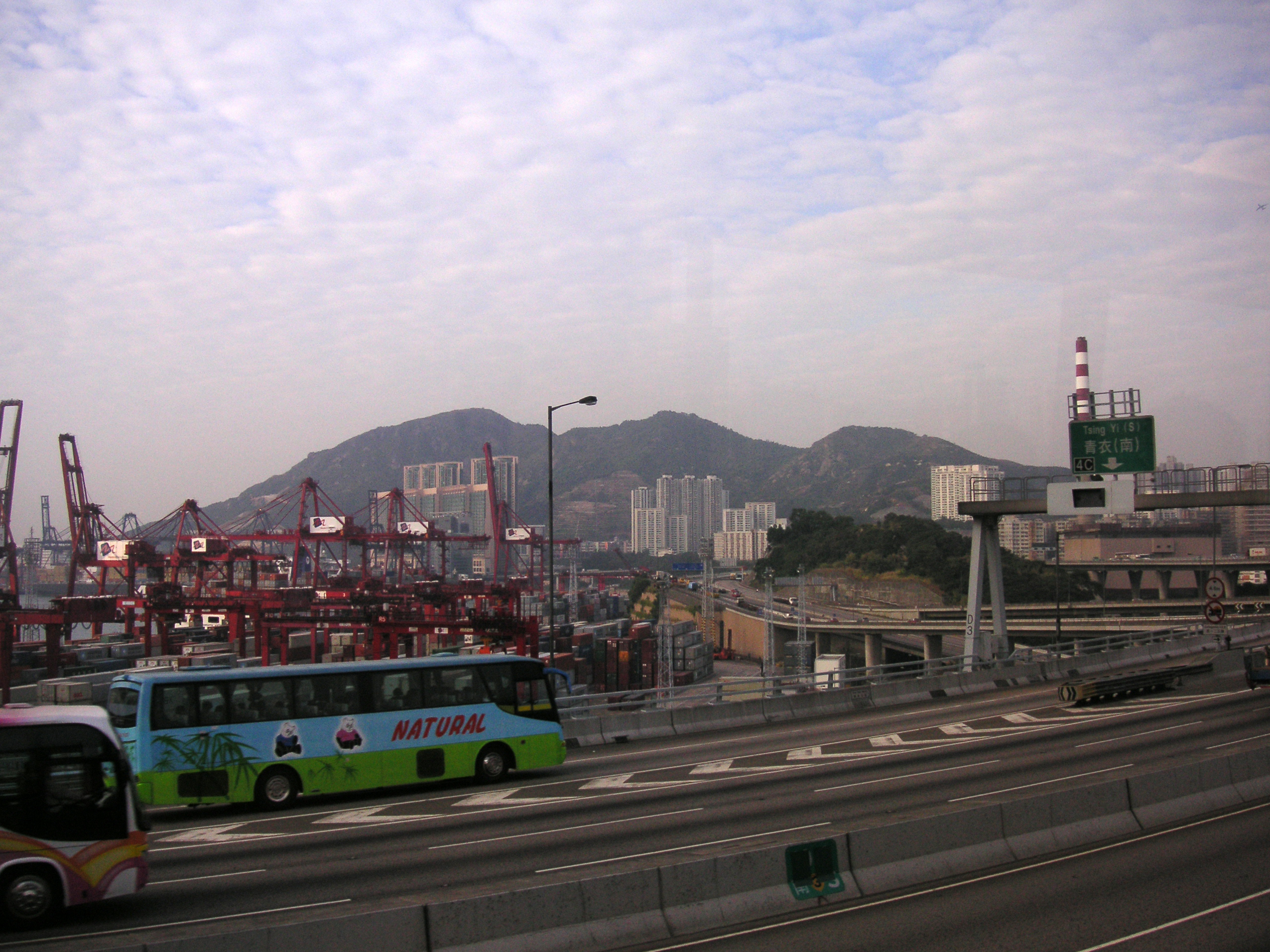
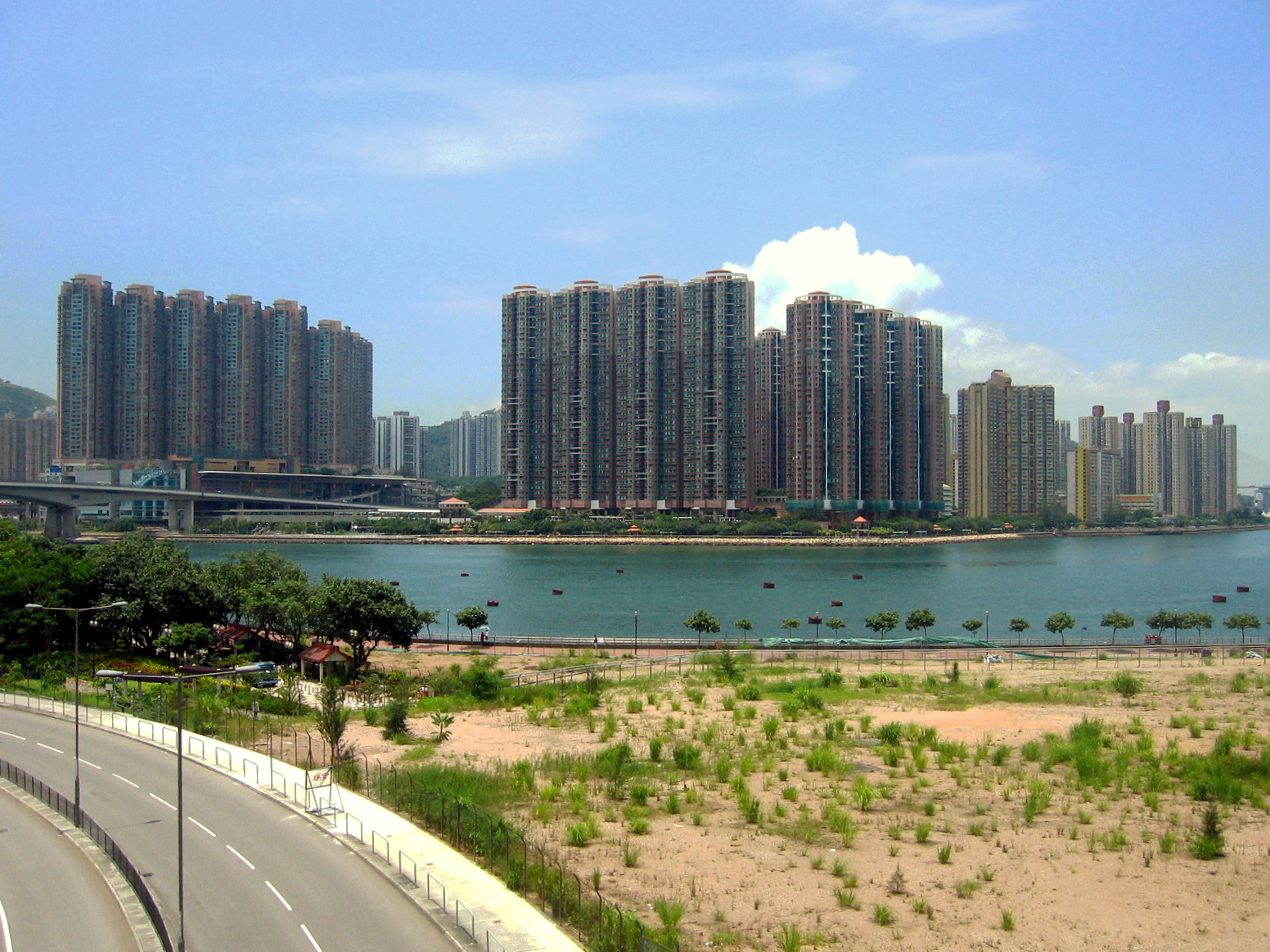
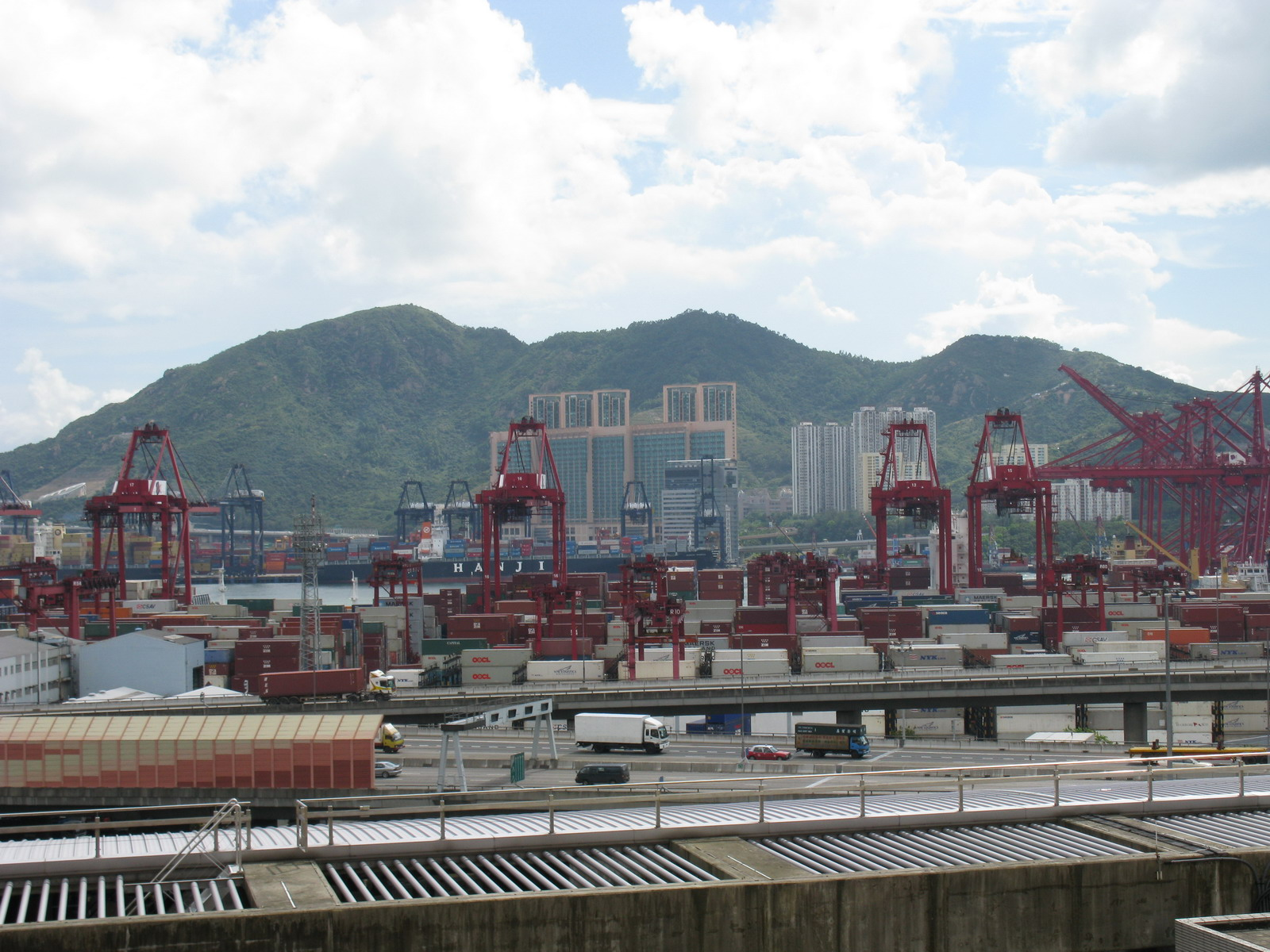
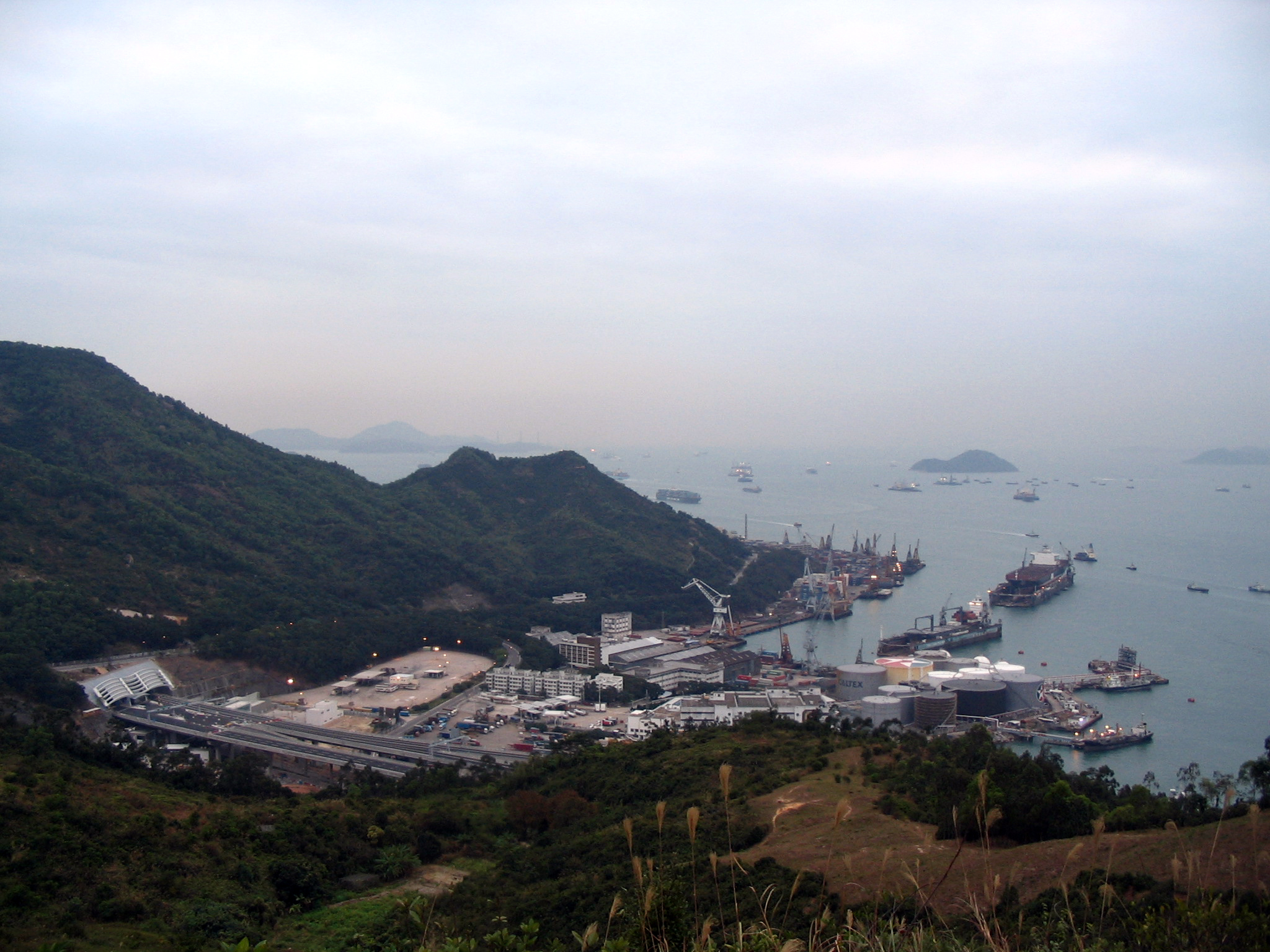